# Belgische kampioenschappen atletiek 1951
De Belgische kampioenschappen atletiek 1951 alle categorieën vonden voor de vrouwen plaats op 14 en 15 juli in in het Heizelstadion te Brussel. De kampioenschappen voor de mannen vonden plaats op 21 en 22 juli in Brussel. Het kampioenschap op de  10.000 m vond ook plaats op 15 juli.
Oscar Soetewey verbeterde op de 800 m het Belgisch record van Richard Brancart tot 1.52,2.

## Uitslagen

### 100 m
| rang   | atleet           | prestatie |
| ------ | ---------------- | --------- |
| Goud   | Hector Gosset    | 11,0 s    |
| Zilver | François Cappoen | 11,0 s    |
| Brons  | Fernand Linssen  | 11,1 s    |

| rang   | atlete             | prestatie |
| ------ | ------------------ | --------- |
| Goud   | Josette Demeuter   | 13,3 s    |
| Zilver | R. Kerckhove       | 13,5 s    |
| Brons  | Monique Vandezande | 13,5 s    |

### 200 m
| rang   | atleet             | prestatie |
| ------ | ------------------ | --------- |
| Goud   | Hector Gosset      | 22,4 s    |
| Zilver | François Cappoen   | 22,6 s    |
| Brons  | Jacques Vercruysse | 22,8 s    |

| rang   | atlete             | prestatie |
| ------ | ------------------ | --------- |
| Goud   | Monique Vandezande | 28,1 s    |
| Zilver | Henriëtte Gemenick | 29,2 s    |
| Brons  | I. Reynaert        | 29,4 s    |

### 400 m
| rang   | atleet              | prestatie |
| ------ | ------------------- | --------- |
| Goud   | Jean Deroy          | 49,9 s    |
| Zilver | Jacques Bierlaire   | 50,0 s    |
| Brons  | Antoon Uytterhoeven | 50,7 s    |

### 800 m
| rang   | atleet           | prestatie   |
| ------ | ---------------- | ----------- |
| Goud   | Oscar Soetewey   | 1.52,2 (NR) |
| Zilver | Félicien Bosmans | 1.53,7      |
| Brons  | Louis Desmet     | 1.55,4      |

### 1500 m
| rang   | atleet          | prestatie |
| ------ | --------------- | --------- |
| Goud   | Frans Herman    | 4.02,2    |
| Zilver | Daniel Janssens | 4.04,6    |
| Brons  | Alfred Langenus | 4.04,6    |

### 5000 m
| rang   | atleet              | prestatie |
| ------ | ------------------- | --------- |
| Goud   | Gaston Reiff        | 14.52,4   |
| Zilver | Alphonse Vandenrydt | 15.00,0   |
| Brons  | Edmond De Duytsche  | 15.13,8   |

### 10.000 m
| rang   | atleet              | prestatie |
| ------ | ------------------- | --------- |
| Goud   | Marcel Vandewattyne | 32.55,2   |
| Zilver | Jean Simonet        | 33.03,8   |
| Brons  | André Spileers      | 33.37,4   |

### 110 m horden/80 m horden
| rang   | atleet           | prestatie |
| ------ | ---------------- | --------- |
| Goud   | Pol Braekman     | 15,1 s    |
| Zilver | Piet Van de Sype | 15,3 s    |
| Brons  | Roger Laermans   | 15,8 s    |

| rang   | atleet             | prestatie |
| ------ | ------------------ | --------- |
| Goud   | Jenny Van Gerdinge | 13,5 s    |
| Zilver | Jozefa Dierick     | 13,8 s    |
| Brons  | Delhaye            |           |

### 200 m horden
| rang   | atleet          | prestatie |
| ------ | --------------- | --------- |
| Goud   | Pol Braekman    | 25,1 s    |
| Zilver | Marcel Dits     | 25,2 s    |
| Brons  | Jacques De Moor | 25,3 s    |

### 400 m horden
| rang   | atleet            | prestatie |
| ------ | ----------------- | --------- |
| Goud   | Jacques De Moor   | 55,3 s    |
| Zilver | Alfons Danckaerts | 55,4 s    |
| Brons  | Marcel Dits       | 55,5 s    |

### 3000 m steeple
| rang   | atleet            | prestatie |
| ------ | ----------------- | --------- |
| Goud   | Leon Nevens       | 9.20,2    |
| Zilver | Robert Schoonjans | 9.37,6    |
| Brons  | Emile Vermeersch  | 9.47,2    |

### Verspringen
| rang   | atleet             | prestatie |
| ------ | ------------------ | --------- |
| Goud   | Raymond Driessen   | 6,81 m    |
| Zilver | René Libert        | 6,71 m    |
| Brons  | Raymond Van Gestel | 6,65 m    |

| rang   | atlete          | prestatie |
| ------ | --------------- | --------- |
| Goud   | Frida Reinhard  | 4,77 m    |
| Zilver | Anna Van Rossum | 4,64 m    |
| Brons  | Kerkhove        | 4,61 m    |

### Hink-stap-springen
| rang   | atleet             | prestatie |
| ------ | ------------------ | --------- |
| Goud   | Walter Herssens    | 14,13 m   |
| Zilver | Felix Uyttenbroeck | 13,27 m   |
| Brons  | Paul Willain       | 13,25 m   |

### Hoogspringen
| rang   | atleet             | prestatie |
| ------ | ------------------ | --------- |
| Goud   | Walter Herssens    | 1,91 m    |
| Zilver | Jacques Delelienne | 1,91 m    |
| Brons  | Felix Week         | 1,80 m    |

| rang   | atlete                         | prestatie |
| ------ | ------------------------------ | --------- |
| Goud   | Jozefa Dierick                 | 1,47 m    |
| Zilver | Jenny Van Gerdinge             | 1,40 m    |
| Brons  | Olga De Ceuster Frida Reinhard | 1,40 m    |

### Polsstokhoogspringen
| rang   | atleet          | prestatie |
| ------ | --------------- | --------- |
| Goud   | Jacques Vicario | 3,70 m    |
| Zilver | Jean Cornil     | 3,60 m    |
| Brons  | Alphonse Goris  | 3,60 m    |

### Kogelstoten
| rang   | atleet             | prestatie |
| ------ | ------------------ | --------- |
| Goud   | Willy Wuyts        | 14,59 m   |
| Zilver | Edouard Vandezande | 14,47 m   |
| Brons  | Victor Depré       | 13,97 m   |

| rang   | atlete             | prestatie |
| ------ | ------------------ | --------- |
| Goud   | Nicole Oosterlynck | 10,03 m   |
| Zilver | Dockers            | 8,78 m    |
| Brons  | J. Roekens         | 8,41 m    |

### Discuswerpen
| rang   | atleet            | prestatie |
| ------ | ----------------- | --------- |
| Goud   | Willy Wuyts       | 43,11 m   |
| Zilver | Clement Mertens   | 42,88 m   |
| Brons  | Raymond Kintziger | 42,63 m   |

| rang   | atlete                 | prestatie |
| ------ | ---------------------- | --------- |
| Goud   | José Thys              | 30,11 m   |
| Zilver | J. Roekens             | 29,91 m   |
| Brons  | Clementine Van Staeyen | 27,84 m   |

### Speerwerpen
| rang   | atleet            | prestatie |
| ------ | ----------------- | --------- |
| Goud   | Raymond Prudhomme | 53,69 m   |
| Zilver | Arthur Fontaine   | 53,23 m   |
| Brons  | Nestor Hinderyckx | 52,35 m   |

| rang   | atlete             | prestatie |
| ------ | ------------------ | --------- |
| Goud   | José Thys          | 30,72 m   |
| Zilver | Olga De Ceuster    | 30,10 m   |
| Brons  | Nicole Oosterlynck | 27,46 m   |

### Hamerslingeren
| rang   | atleet          | prestatie |
| ------ | --------------- | --------- |
| Goud   | Henri haest     | 47,04 m   |
| Zilver | Jacques Smeyers | 37,46 m   |
| Brons  | Albert Roelants | 35,79 m   |

1889 · 
1890 · 
1891 · 
1892 · 
1893 · 
1894 · 
1895 · 
1896 · 
1897 · 
1898 · 
1899 · 
1900 · 
1901 · 
1902 · 
1903 · 
1904 · 
1905 · 
1906 ·
1907 ·
1908 · 
1909 · 
1910 · 
1911 · 
1912 · 
1913 · 
1914 · 
1919 · 
1920 · 
1921 · 
1922 · 
1923 · 
1924 · 
1925 · 
1926 · 
1927 · 
1928 · 
1929 · 
1930 · 
1931 · 
1932 · 
1933 · 
1934 · 
1935 · 
1936 · 
1937 · 
1938 · 
1939 · 
1940 · 
1941 · 
1942 · 
1943 · 
1944 · 
1945 · 
1946 · 
1947 · 
1948 · 
1949 · 
1950 · 
1951 · 
1952 · 
1953 · 
1954 · 
1955 · 
1956 · 
1957 · 
1958 · 
1959 · 
1960 · 
1961 · 
1962 · 
1963 · 
1964 · 
1965 · 
1966 · 
1967 · 
1968 · 
1969 · 
1970 · 
1971 · 
1972 · 
1973 · 
1974 · 
1975 · 
1976 · 
1977 · 
1978 · 
1979 · 
1980 · 
1981 · 
1982 · 
1983 · 
1984 · 
1985 · 
1986 · 
1987 · 
1988 · 
1989 · 
1990 · 
1991 · 
1992 · 
1993 · 
1994 ·
1995 · 
1996 · 
1997 · 
1998 · 
1999 · 
2000 · 
2001 · 
2002 · 
2003 · 
2004 · 
2005 · 
2006 · 
2007 · 
2008 · 
2009 · 
2010 · 
2011 · 
2012 · 
2013 · 
2014 · 
2015 · 
2016 · 
2017 · 
2018 · 
2019 · 
2020 · 
2021 · 
2022 · 
2023 · 
2024